# 比伊 (卡尔瓦多斯省)
比伊（法語：Billy，法語發音：[biji] ⓘ）是法国卡尔瓦多斯省的一个旧市镇，属于卡昂区。2017年，比伊与临近的4个市镇合并为新市镇瓦朗布赖。

## 地理
比伊（49°5'26"N, 0°11'37"W）面积6.78 平方千米，位于法国诺曼底大区卡爾瓦多斯省，该省份为法国西北部沿海省份，北濒大西洋英吉利海峡，东北与滨海塞纳省以海上边界相接，东临厄尔省，南至奧恩省，西与芒什省接壤。
与比伊接壤的市镇（或旧市镇、城区）包括：艾朗、希什博维尔、孔特维尔、菲耶维尔-布赖、穆尔特、普西拉康帕涅。

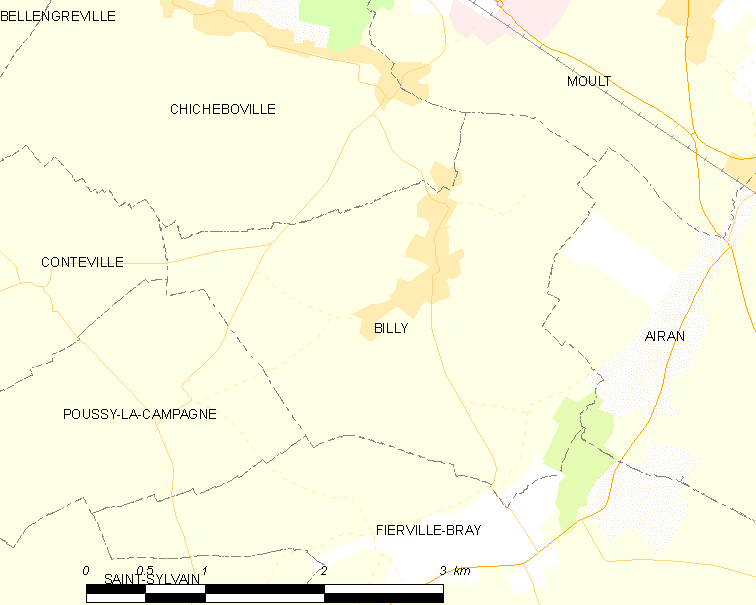
的OSM定位图

比伊的时区为UTC+01:00、UTC+02:00（夏令时）。

## 行政
比伊的邮政编码为14370，INSEE市镇编码为14074。

## 政治
比伊所属的省级选区为特罗阿恩县。

## 人口

1962-2008年间人口变化图示

比伊于2018年1月1日时的人口数量为411人。